# Райли, Пэт
Патрик Джеймс «Пэт» Райли (англ. Patrick James «Pat» Riley; род. 20 марта 1945; Ром, Нью-Йорк, США) — американский профессиональный баскетболист, тренер, президент команды «Майами Хит». Известен как один из самых талантливых тренеров НБА за всю её историю. Член Зала славы баскетбола.
Райли трижды был назван тренером года НБА (1989–90, 1992–93 и 1996–97 в качестве главного тренера «Лос-Анджелес Лейкерс», «Нью-Йорк Никс» и «Майами Хит»). Он был  главным тренером команды Матча всех звезд НБА девять раз: восемь раз с командой Западной конференции (1982, 1983, 1985–1990, все в качестве главного тренера «Лейкерс») и один раз с Восточной командой (1993, в качестве главного тренера «Никс»).

## Биография
Родился Патрик Джеймс Райли в небольшом городке Ром в штате Нью-Йорк. Его отец был бейсболистом и выступал в младшей бейсбольной лиге за «Филадельфия Филлиз». На школьном уровне Пэт играл в баскетбол в команде Линтон из городка Скенектади.
По окончании школы в 1963 году Райли поступил в Кентуккийский университет и на втором году учёбы начал играть в университетской команде «Кентукки Уайлдкэтс» под руководством известного тренера Адольфа Раппа. В составе «Диких котов» Пэт носил № 42, который впоследствии был закреплён за ним.
В свой второй сезон Райли собрал сразу несколько индивидуальных призов, включая приз Баскетболист года Юго-Восточной конференции и попадание в первую символическую сборную NCAA. Команда вышла в финал студенческого чемпионата сезона 1965/1966, в котором проиграла в драматическом матче команде «УТЭП Майнерс» Техасского западного колледжа Университета Техаса. События этого матча вошли в художественный фильм 2006 года «Дорога к славе» (в российском прокате — «Игра по чужим правилам»), а Райли был показан в нём, как основной игрок «Кентукки Уайлдкэтс».
На драфте НБА 1967 года выбран командой «Сан-Диего Рокетс», откуда в 1970 году уходит в «Лос-Анджелес Лейкерс». В 1972 году в составе «Лейкерс» Райли стал чемпионом НБА. Однако, не получая достаточно игрового времени, уходит в «Финикс Санз». В 1976 году заканчивает карьеру баскетболиста.
В 1977 году возвращается в НБА в качестве тренера и становится помощником тренера «Лейкерс». А в 1982 году после скандала, из-за которого был уволен главный тренер Лос-Анджелеса, Райли становится главным тренером. Через несколько сезонов команда становится одной из лучших команд за всю историю НБА. Команда несколько раз становилась чемпионом НБА (1982, 1985, 1987, 1988). В 1990 году Райли объявил о завершении своей тренерской карьеры, но в 1991 году возвращается и становится главным тренером «Нью-Йорк Никс». В 1995 году Райли со скандалом становится тренером и президентом «Майами Хит». Под руководством Райли «Хит» выиграла 1000 матчей. Свою тысячную победу «Хит» одержали над «Орландо Мэджик». В 2006 году «Хит» становятся чемпионами НБА сезона 2005/06.
В общей сложности Пэт Райли является девятикратным чемпионом НБА, 6 раз он становился победителем как тренер, 1 раз как игрок и 2 раза как менеджер. 3 раза признавался тренером года.
В 2008 году Райли был включён в Зал славы баскетбола.
Райли является другом Джорджио Армани и носит костюмы исключительно этого дизайнера, даже однажды участвовал в их показе. Жену зовут Крис, имеет двух детей — Джеймс и Елизабет Райли.

## Игровая карьера
Райли играл за баскетбольную команду средней школы Линтона в Скенектади, штат Нью-Йорк, под руководством главного тренера, Уолта Пшибило, и его помощников, Билла Рэпави, и Эда Катино. Победа Линтонской средней школы над Нью-Йоркским мемориалом власти 29 декабря 1961 года, со счётом 74-68, запомнилась в основном благодаря двум звездам: Лью Алсиндору (который позже сменил имя на Карим Абдул-Джаббар) и его будущему тренеру из Лос-Анджелес Лейкерс, Пэту Райли.
Райли был разносторонним спортсменом в колледже, участвуя как в баскетболе, так и в американском футболе. Будучи юниором мужской баскетбольной команды Kentucky Wildcats 1965-1966 гг., он был назван Баскетболистом года конфедерации SEC.
Он был выбран «Сан-Диего Рокетс» в 1-м раунде драфта НБА 1967 года, а также был задрафтован «Даллас Ковбойз», в качестве реси́вера в 11-м раунде драфта НФЛ 1967 года. Он присоединился к «Рокетс» и был позже выбран «Портленд Трэйл Блэйзерс» на драфте НБА 1970 года, но был сразу же продан «Лос-Анджелес Лейкерс», которым он помог в чемпионате НБА 1972 года, выходя на заменах в играх. Он вышел в отставку после сезона НБА 1975/1976, в качестве чемпиона Западной конференции, играя в «Финикс Санз».
Райли закончил свою игровую карьеру в НБА, набирая в среднем 7,4 очка за игру, а процентное соотношение между результативными бросками и общим количеством выполненных бросков составляло 41,4 %.

## Постигровая карьера

### Лос-Анджелес Лейкерс
Райли вернулся в НБА в 1977 году в качестве телеведущего для «Лейкерс». В сезоне 1979/1980, когда главный тренер команды, Джек Мак-Кинни, был тяжело травмирован во время аварии, помощник тренера, Пол Уэстхед, взял на себя обязанности главного тренера команды. Затем Райли перешёл из трансляционной кабины на скамейку, в качестве одного из помощников тренера Уэстхеда. Вместе с защитником новичком, Мэджиком Джонсоном, и давней звездой, Каримом Абдул-Джаббаром, Лейкерс выиграли финал НБА 1980 года, одержав победу над «Филадельфией» в шести играх. Тем самым, тренируя команду всего один год, Уэстхед и Райли получили чемпионские кольца. Тем не менее, в следующем году команда проиграла в плей-офф «Хьюстон Рокетс», во главе с Мозесом Мэлоун.
Спустя шесть игр в сезоне 1981/1982 Мэджик Джонсон заявил, что хотел бы, чтобы его обменяли, потому что он был недоволен тренерским подходом Уэстхеда. Вскоре после этого владелец «Лейкерс», Джерри Басс, уволил Уэстхеда. На последующей пресс-конференции с Джерри Уэстом, Басс назвал Уэста главным тренером. Уэст, однако, отказался, и Басс неловко попытался назвать Уэста «наступательным капитаном», а затем назвал Уэста и Райли тренерами. Во время пресс-конференции Уэст дал понять, что он будет помогать только Райли, и что Райли будет главным тренером. После этого Райли был временным главным тренером, пока его статус не стал постоянным. Райли открыл эру «Шоутайм» в «Лейкерс» вместе с суперзвездами Джонсоном и Абдул-Джаббаром. Райли стал знаменитостью и иконой стиля, в своих костюмах от Армани и с зачесанными назад волосами, которые дополняли голливудский имидж команды.
Райли привел «Лейкерс» к четырём финалам НБА подряд. Свой первый титул он заработал уже в первом сезон, играя против Филадельфии Севенти Сиксер. Обе команды оказались в финале в следующем году, и на этот раз «Лейкерс» проиграли «Филадельфии». «Лейкерс» снова проиграли в финале в 1984 году «Бостон Селтикс» в семи играх.
В 1987 году Райли тренировал команду «Лейкерс», которая считается одной из лучших команд всех времен. В команде играли: Мэджик Джонсон, Джеймс Уорти и Карим Абдул-Джаббар, а также Майкл Купер, Байрон Скотт, Эй Си Грин, Майкл Томпсон и Курт Рэмбис. «Лейкерс» финишировали 65-17 в регулярном сезоне, третье место в истории команды. В плей-офф они обошли «Селтикс» в шести играх, и, тем самым, Райли выиграл свой третий титул НБА.
Один из самых известных моментов Райли произошёл, когда он гарантировал толпе повторение чемпионата во время парада чемпионата «Лейкерс» в центре Лос-Анджелеса. Хотя «Лейкерс» в 1988 года не принесли столько побед в регулярном сезоне, сколько в 1987 году, они все же выиграли титул НБА, став первой командой за 19 лет, которая повторила свой результат. «Лейкерс» обыграли «Детройт Пистонс» в семи матчах Финала НБА 1988 года, выполнив обещание Райли. Титулы Райли с «Лейкерс» делают его одним из шести людей, которые играли за команду чемпионата НБА, а затем являлись тренерами той же команды НБА на чемпионате; другие — Джордж Сенески, Билл Рассел, Том Хейнсон, Кей Си Джонс и Билли Каннингем.
Хотя Райли больше не делал никаких громких заявлений, его команда предприняла попытку выиграть третий чемпионат подряд в 1989 году. Успешно выиграв повторный чемпионат годом ранее, термин, который использовался для этой новой цели, назывался three-peat. Райли, через свою корпоративную компанию Riles & Co., сделал эту фразу своей торговой маркой. Однако в матче-реванше серии финалов прошлого года, «Лейкерс» проиграли «Пистонс» в финале НБА 1989 года.
Райли был назван тренером года впервые в сезоне 1989/1990, но ушёл с поста главного тренера «Лейкерс» после того, как они проиграли «Финикс Санз» в плей-офф. На момент своего ухода, Райли был первым тренером в НБА с уровнем славы, которого не было со времен Реда Ауэрбаха.

### Нью-Йорк Никс
Уйдя в отставку, Райли в течение года работал телевизионным комментатором на NBC, а затем был назначен главным тренером «Нью-Йорк Никс», начиная с сезона 1991/1992. Комментаторы восхищались способностью Райли работать с физическими, преднамеренными Никсами, адаптируя его стиль «Showtime» с быстро развивающимися командами Лейкерс в 1980-х годах.
«Чикаго Буллз» легко победили «Никс» в 1991 году на пути к своему первому Чемпионату. В 1992 году вместе с Райли, Никс столкнулись с действующим чемпионом, Буллз, в семи матчах в полуфинале Восточной конференции. Физическая защита «Никс» против суперзвезд «Чикаго Буллз» Майкла Джордана и Скотти Пиппена, во время плей-офф 1992 года привела к вражде между Райли и главным тренером «Буллз», Филом Джексоном, относительно судейства и грубого стиля игры «Никс». В 1993 году благодаря Райли, «Никс» добился своего лучшего результата в регулярном сезоне в истории команды (связанному с командой 1969-1970 годов) и Райли, в свою очередь, получил вторую награду «Тренера года». «Никс» снова встретились с Буллз в финале Восточной конференции, но проиграли в шести играх после победы в первых двух играх дома. Буллз, под руководством Джексона, в том же сезоне выиграли финал и завершили первый «three-peat», несмотря на то, что это был товарный знак Райли в 1989 году.
Райли вернулся в финал НБА в 1994 году, победив трёхкратного действующего чемпионом, Буллз, (без Майкла Джордана) в семи играх во время полуфинала Восточной конференции. Тем не менее, «Нью-Йорк» проиграли «Хьюстон Рокетс » в семи играх после 3-2 в серии. Во время финала 1994 года Райли стал первым тренером, принявшим участие в финальной седьмой игре НБА с двумя командами, будучи с «Лейкерс» в 1984 и 1988 годах. Тем не менее, он имеет неудачное отличие, так как стал первым (и на сегодняшний день единственным) тренером, который проиграл финальную седьмую игру НБА с двумя командами, проиграв «Селтикс» в 1984 году.

### Майами Хит
В 1995 году Райли подал в отставку по факсу, чтобы стать президентом и главным тренером «Майами Хит» с полным контролем над баскетбольными операциями. Этот шаг вызвал некоторые споры, так как «Хит» обвинили" Никс "в фальсификации. «Никс» утверждали, что у Райли оставался год, согласно контракту с «Никс». Этот вопрос был решён после того, как «Хит» выплатили 1 миллион долларов наличными «Никс». Обе команды стали злейшими соперниками.
Майами проиграли в первом раунде плей-офф «Чикаго Буллз», которых тренировал Фил Джексон, который закончил регулярный сезон с рекордными 72 победами. С приходом Алонзо Моурнинга и Тима Хардвея, в этом сезоне случилось много перестановок.
В 1997 году «Хит», под руководством Райли, одержал победу над своей старой командой «Никс» в серии из семи игр. Выйдя в финал Восточной конференции впервые в истории франшизы, они снова не смогли противостоять Джордану и «Буллз». Однако, Райли был выбран в качестве Тренера Года в третий раз, после того, как привел Майами к показателю 61-21 регулярного сезона — за первое место в Атлантическом дивизионе.
Плей-офф 1998, 1999 и 2000 годов были разочарованием, поскольку они проиграли главному сопернику — Никс; первые два в первом раунде и последний во втором раунде. Затем Райли обменял Брауна и Джамала Машберна на Эдди Джонса в одной сделке и приобрел Брайана Гранта в другой, хотя команда потерпела серьёзную неудачу после того, как команда потеряла Алонзо Моурнинга течение сезона из-за болезни почек. После окончания 50-32 в сезоне 2000/2001 «Хит» проиграли «Шарлотт Хорнетс» в первом раунде плей-офф НБА. Затем они потеряли двух своих лучших игроков, когда защитника, Тима Хардвея, продали клубу «Даллас Маверикс», а Энтони Мейсон подписал контракт с «Милуоки Бакс». Частично из-за этих вылетов «Хит» финишировали 36-46 в 2002 году — впервые, когда команда, тренируемая Райли, не имела победного сезона или не вышла в плей-офф. Райли был настолько возмущен выступлением «Хит», что заявил, что собирается «уволить себя».
После окончания сезона 2002/2003 с результатом 25-57, Райли ушёл с поста главного тренера, и его сменил давний помощник Стэн Ван Ганди. Ван Ганди и новичок, Дуэйн Уэйд, которого Райли выбрал на драфте, вернули «Хит» обратно в плей-офф с результатом 42-40 после начала 0-7. Райли сосредоточился на совершенствовании команды ещё до сезона 2004/2005. Одним из самых важных его шагов был обмен Кэрона Батлера, Брайана Гранта, Ламара Одома на Шакила О’Нила. О’Нил только что провёл успешную работу с «Лейкерс» и их тренером, Филом Джексоном, выиграв три чемпионата подряд с 2000 по 2002 год и проиграв финал 2004 года. К этому времени вражда между Райли и Джексоном остыла. Благодаря Уэйду и О’Нилу «Хит» оказались в финале Восточной конференции во время плей-офф 2005 года, хотя они проиграли действующим чемпионам, «Детройт Пистонс» после результата 3-2 в серии. Уэйд полностью пропустил шестую игру из-за травмы.
Во время межсезонья 2005 года широко обсуждалось, что Райли пытается занять место Ван Ганди, теперь, когда команда была в состоянии бороться за чемпионат. Действительно, Ван Ганди ушёл в отставку со своего поста главного тренера 12 декабря 2005 года, проведя всего 21 игру в сезоне, сославшись на необходимость проводить больше времени со своей семьей, а Райли возобновил тренерскую работу в команде. Команда «Хит», под руководством Райли, обыграла «Детройт Пистонс» в финале Восточной конференции 2006 года, 2 июня 2006 года, и впервые «Майами Хит» вышли в финал. После шестой игры Райли сказал, что он собрал один костюм, одну рубашку и один галстук для поездки в Даллас. Это был пятый чемпионат Райли в качестве главного тренера и его первый с командой, которая была не «Лейкерс». Райли стал одним из двух тренеров НБА, который привел три команды в финал НБА, другим был Алекс Ханнум. Он присоединился к Ханнуму и Филу Джексону в качестве единственных главных тренеров, которые привели две команды к титулам НБА. Он также стал единственным тренером, который дважды заменял тренера в середине сезона и выводил эту команду на титул НБА.
Ссылаясь на проблемы с бедром и коленом, Райли взял отпуск от тренерской работы с 3 января 2007 года по 19 февраля 2007 года. Помощник тренера, Рон Ротстайн, приступил к исполнению временных обязанностей. «Хит» закончили сезон 44-38 и проиграли Чикаго Буллз в первом раунде плей-офф; первые действующие чемпионы, проигравшие в первом туре с 1957 года.
В следующем сезоне «Хит» закончили с результатом 15-67. Команда потеряла нескольких своих игроков из-за длительных травм, а недовольный Шакил О’Нил был продан в середине сезона. Через два года после победы в чемпионате они закончили с одним из худших результатов за все время. 28 апреля 2008 года Райли объявил, что уйдет с поста тренера команды «Хит». Бывший помощник, Эрик Споэльстра, был объявлен его преемником. Райли остается президентом команды. Несмотря на то, что в «Хит» номинально был генеральный менеджер на протяжении большей части срока пребывания Райли на посту президента команды, именно за Райли было последнее слово в вопросах баскетбольной части с момента его прибытия в Майами.
В качестве президента, Райли приобрел Леброна Джеймса и Криса Боша, чтобы сформировать «большую тройку» с Дуэйном Уэйдом. В 2012 году «Хит» победили «Оклахома-Сити Тандер», чтобы преподнесло Райли первую победу в чемпионате, исключительно в качестве руководителя. «Хит» повторили подвиг в 2013 году, победив «Сан-Антонио Спёрс».

## Вне баскетбола
Вне баскетбола Райли превратился в культовую фигуру. Это рождается из фирменного образа Райли, прическа, которую часто называют гангстерской или мафиозной, так как волосы зачесаны назад, и его безупречный загар.
В 1988 году Райли опубликовал книгу под названием «Showtime: Inside the Breakthrough Season», бестселлер Нью-Йорк Таймс, в которой он поделился историей успеха «Лейкерс» в чемпионате НБА 1987 года. Одной из фраз, придуманных Райли в книге, была «болезнь большего», заявив, что «успех часто является первым шагом к катастрофе» и что действующие чемпионы часто терпят неудачу в следующем сезоне, потому что каждый игрок, который возвращается, хочет больше игрового времени, больше забивать за игру и больше денег.
Имя и образ Райли были использованы для видеоигры Sega Genesis 1990 года, Pat Riley Basketball.
В 1993 году, тренируя «Нью-Йорк Никс», Райли опубликовал второй бестселлер «Нью-Йорк Таймс» под названием «Победитель внутри: план жизни для командных игроков». Ориентированный на бизнес-читателей и любителей баскетбола, он содержит уроки командной работы и лидерства из каждого тренерского сезона Райли. Байрон Лорсен, которого Райли приветствовал как «… настоящего Воина Шоу-тайма», является соавтором обеих книг Райли.
Райли известен своей дружбой с Джорджио Армани и предпочитал носить костюмы Армани во время баскетбольных игр. Райли также мотивационный оратор в межсезонье. Райли зарабатывает свыше 50 000 долларов США за каждое выступление.
У Райли и его жены, Крис, двое детей: Джеймс Райли и Элизабет Райли. Райли — воцерковленный католик.
27 февраля 2007 года «Майами Хит» были удостоены чести, за чемпионат НБА сезона 2005/2006, посетить Белый Дом. Во время церемонии Райли подарил Джорджу Бушу майку, а затем объявил: «Я голосовал за этого человека. Если ты не голосуешь, ты не в счёте». После церемонии Райли был опрошен журналистами о политическом характере его комментариев. В ответ он сказал: «Я проамериканец, про-демократ, я проправительственный. Я следую за своим боссом. Он мой босс».
Райли и его жена — поклонники Брюса Спрингстина. В своём вступлении в 2008 году в Зале славы баскетбола, он закончил свою речь цитатой из песни Спрингстина «Снова в свои руки» («Back in Your Arms Again»).

## Статистика

### Статистика в НБА
| Сезон                                                                                    | Команда          | Регулярный сезон | Регулярный сезон | Регулярный сезон | Регулярный сезон | Регулярный сезон | Регулярный сезон | Регулярный сезон | Регулярный сезон | Регулярный сезон | Регулярный сезон | Регулярный сезон | Серия плей-офф | Серия плей-офф | Серия плей-офф | Серия плей-офф | Серия плей-офф | Серия плей-офф | Серия плей-офф | Серия плей-офф | Серия плей-офф | Серия плей-офф | Серия плей-офф |
| Сезон                                                                                    | Команда          | GP               | GS               | MPG              | FG%              | 3P%              | FT%              | RPG              | APG              | SPG              | BPG              | PPG              | GP             | GS             | MPG            | FG%            | 3P%            | FT%            | RPG            | APG            | SPG            | BPG            | PPG            |
| ---------------------------------------------------------------------------------------- | ---------------- | ---------------- | ---------------- | ---------------- | ---------------- | ---------------- | ---------------- | ---------------- | ---------------- | ---------------- | ---------------- | ---------------- | -------------- | -------------- | -------------- | -------------- | -------------- | -------------- | -------------- | -------------- | -------------- | -------------- | -------------- |
| 1967/68                                                                                  | Сан-Диего Рокетс | 80               |                  | 15,8             | 37,9             |                  | 63,4             | 2,2              | 1,7              |                  |                  | 7,9              | Не участвовал  | Не участвовал  | Не участвовал  | Не участвовал  | Не участвовал  | Не участвовал  | Не участвовал  | Не участвовал  | Не участвовал  | Не участвовал  | Не участвовал  |
| 1968/69                                                                                  | Сан-Диего Рокетс | 56               |                  | 18,3             | 40,6             |                  | 67,2             | 2,0              | 2,4              |                  |                  | 8,8              | 5              |                | 15,2           | 43,2           |                | 83,3           | 2,2            | 0,4            |                |                | 7,4            |
| 1969/70                                                                                  | Сан-Диего Рокетс | 36               |                  | 13,2             | 41,7             |                  | 72,7             | 1,6              | 2,4              |                  |                  | 5,3              | Не участвовал  | Не участвовал  | Не участвовал  | Не участвовал  | Не участвовал  | Не участвовал  | Не участвовал  | Не участвовал  | Не участвовал  | Не участвовал  | Не участвовал  |
| 1970/71                                                                                  | Лейкерс          | 54               |                  | 9,4              | 41,3             |                  | 64,4             | 1,0              | 1,3              |                  |                  | 4,9              | 7              |                | 19,3           | 42,0           |                | 72,7           | 2,1            | 2,0            |                |                | 9,4            |
| 1971/72                                                                                  | Лейкерс          | 67               |                  | 13,8             | 44,7             |                  | 74,3             | 1,9              | 1,1              |                  |                  | 6,7              | 15             |                | 16,3           | 33,3           |                | 75,0           | 1,9            | 0,9            |                |                | 5,2            |
| 1972/73                                                                                  | Лейкерс          | 55               |                  | 14,6             | 42,8             |                  | 79,3             | 1,2              | 1,5              |                  |                  | 7,3              | 7              |                | 7,6            | 33,3           |                | -              | 0,7            | 1,0            |                |                | 2,6            |
| 1973/74                                                                                  | Лейкерс          | 72               |                  | 18,9             | 43,0             |                  | 76,4             | 1,8              | 2,1              | 0,8              | 0,0              | 9,5              | 5              |                | 21,2           | 36,0           |                | 75,0           | 1,2            | 2,0            | 0,8            | 0,0            | 7,8            |
| 1974/75                                                                                  | Лейкерс          | 46               |                  | 22,1             | 41,9             |                  | 74,2             | 1,8              | 2,6              | 0,8              | 0,1              | 11,0             | Не участвовал  | Не участвовал  | Не участвовал  | Не участвовал  | Не участвовал  | Не участвовал  | Не участвовал  | Не участвовал  | Не участвовал  | Не участвовал  | Не участвовал  |
| 1975/76                                                                                  | Лейкерс          | 2                |                  | 11,5             | 38,5             |                  | 33,3             | 1,5              | 0,0              | 0,5              | 0,5              | 5,5              | Не участвовал  | Не участвовал  | Не участвовал  | Не участвовал  | Не участвовал  | Не участвовал  | Не участвовал  | Не участвовал  | Не участвовал  | Не участвовал  | Не участвовал  |
| 1975/76                                                                                  | Финикс           | 60               |                  | 13,2             | 38,9             |                  | 73,0             | 0,8              | 1,0              | 0,4              | 0,1              | 4,6              | 5              |                | 5,4            | 40,0           |                | 100,0          | 0,0            | 1,0            | 0,0            | 0,0            | 2,6            |
|                                                                                          | Всего            | 528              |                  | 15,5             | 41,4             |                  | 70,5             | 1,6              | 1,7              | 0,6              | 0,1              | 7,4              | 44             |                | 14,6           | 37,4           |                | 76,3           | 1,5            | 1,2            | 0,4            | 0,0            | 5,7            |
| Наведите курсор мыши на аббревиатуры в заголовке таблицы, чтобы прочесть их расшифровку. |                  |                  |                  |                  |                  |                  |                  |                  |                  |                  |                  |                  |                |                |                |                |                |                |                |                |                |                |                |